# カミラ・ウィックス

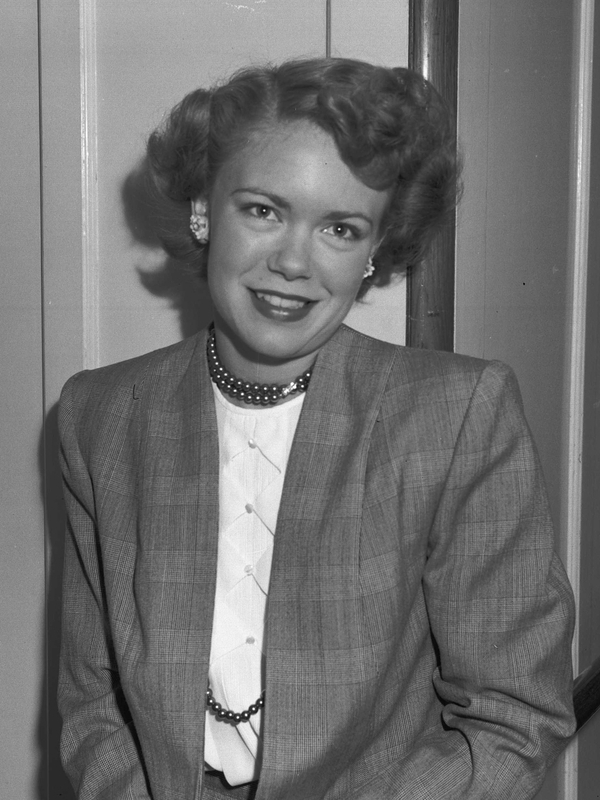
カミラ・ウィックス (1949年)

カミラ・ウィックス（Camilla Wicks, 1928年8月9日 - 2020年11月25日）は、アメリカのヴァイオリニスト。

## 生涯
ロングビーチの生まれ。ノルウェー出身のヴァイオリン教師である父親に3歳の頃から音楽の手ほどきを受け、4歳で人前でヴィヴァルディの作品を演奏するまでになった。7歳の時にはモーツァルトのヴァイオリン協奏曲第4番を弾いて公式デビューを果たした。その翌年にはブルッフのヴァイオリン協奏曲第1番を弾き、さらにその翌年にはパガニーニのヴァイオリン協奏曲第1番を弾きこなしている。10歳の時に奨学金を得てジュリアード音楽院に進学し、ルイス・パーシンガー（en:Louis Persinger）に師事した。一方でアンリ・テミアンカ（en:Henri Temianka）のレッスンも受けている。
1943年のレーヴェントリット国際コンクールで2位入賞を果たし、アルトゥール・ロジンスキの指揮するニューヨーク・フィルハーモニック交響楽団の演奏会でシベリウスのヴァイオリン協奏曲を弾いて、全米にその名を知られるようになった。1951年に結婚してからは演奏活動を中断したが、1950年代後半からサンフランシスコ音楽院、ライス大学、ワシントン大学や南カリフォルニア大学等でヴァイオリンを教えるようになり、1966年に演奏活動に復帰した。1970年代初頭からシェラン湖の近くに居を構えたが、1974年にオスロ王立音楽院の弦楽科主任教授に招聘された。1999年にノルウェー王国功労勲章を受勲。2005年に演奏活動から引退した。ウィックスは2020年11月25日に92歳で亡くなった。